# Jules Hesters
Jules Hesters (Gante, 11 de noviembre de 1998) es un deportista belga que compite en ciclismo en las modalidades de pista y ruta. Su hermana Hélène compite en el mismo deporte.
Ganó tres medallas de bronce en el Campeonato Europeo de Ciclismo en Pista entre los años 2022 y 2025.

## Medallero internacional
| Campeonato Europeo | Campeonato Europeo       | Campeonato Europeo | Campeonato Europeo |
| Año                | Lugar                    | Medalla            | Competición        |
| ------------------ | ------------------------ | ------------------ | ------------------ |
| 2022               | Múnich (Alemania)        | Medalla de bronce  | Eliminación        |
| 2024               | Apeldoorn (Países Bajos) | Medalla de plata   | Eliminación        |
| 2025               | Heusden-Zolder (Bélgica) | Medalla de bronce  | Eliminación        |